# Дзондадари, Антонио Феличе (старший)
Антонио Феличе Дзондадари старший (итал. Antonio Felice Zondadari seniore; 13 декабря 1665, Сиена, Великое герцогство Тосканское — 23 ноября 1737, там же) — итальянский куриальный кардинал, папский дипломат и доктор обоих прав. Титулярный архиепископ Дамаска с 5 декабря 1701 по 18 мая 1712. Апостольский нунций в Испании с 28 мая 1706 по 10 апреля 1709. Камерленго Священной Коллегии кардиналов с 10 января 1718 по 8 февраля 1719. Префект Верховного Трибунала Апостольской Сигнатуры Милости с 27 июля 1730 по 23 ноября 1737. Кардинал-священник с 18 мая 1712, с титулом церкви Санта-Бальбина с 23 сентября 1715 по 9 апреля 1731. Кардинал-священник с титулом церкви Санта-Прасседе с 9 апреля 1731 по 23 ноября 1737.